# USS Boxer (CV-21)
El USS Boxer (CV-21) fue un portaaviones de la clase Essex de la Armada de los Estados Unidos, el quinto buque en llevar este nombre por el HMS Boxer, un bergantín británico capturado por el USS Enterprise en septiembre de 1813. Fue botado el 14 de diciembre de 1944, amadrinado por Ruth D. Overton, hija del senador John H. Overton de Louisiana.
Asignado demasiado tarde para ver cualquier combate en la Segunda Guerra Mundial, el Boxer pasó gran parte de su carrera en el océano Pacífico. Sus funciones iniciales implicaron sobre todo formación y ejercicios, incluyendo el lanzamiento del primer avión de reacción embarcado estadounidense. Con el estallido de la guerra de Corea fue utilizado como transporte de aeronaves, siendo el tercer portaaviones estadounidense en unirse a la fuerza. Apoyó los desembarcos de Incheon y la posterior invasión a Corea del Norte, y fue uno de los buques que proporcionaron apoyo durante la contraofensiva china. Vio tres giras de combate posteriores a Corea proporcionando apoyo aéreo cercano y bombardeo estratégico en apoyo de las tropas de tierra de la ONU que luchaban a lo largo del paralelo 38. Fue galardonado con ocho estrellas de combate por su servicio en Corea.
Después de la guerra de Corea el Boxer vio una variedad de funciones, incluyendo como portaaviones de guerra antisubmarina (CVS) y como plataforma de asalto anfibio (LPH). Participó en una serie de ejercicios de entrenamiento, entre ellos la operación Hardtack y operación Steel Pike, así como en varias contingencias, incluyendo la operación Powerpack y la crisis de los misiles en Cuba. En sus últimos años se desempeñó como buque de recolección para las naves espaciales durante el programa Apolo así como para el transporte de tropas durante la Guerra de Vietnam. Fue dado de baja el 1 de diciembre de 1969 tras de 25 años de servicio y vendido como chatarra.